# Gmina Garden Grove (Iowa)

Położenie Gminy Garden Grove w hrabstwie Decatur

Gmina Garden Grove (ang. Garden Grove Township) – gmina w USA, w stanie Iowa, w hrabstwie Decatur. Według danych z 2000 roku gmina miała 428 mieszkańców, a jej powierzchnia wynosi 92,55 km².